# طیان ژاژخای
ابوالعباس احمد بن محمد بن یوسف بن اسحاق السخی (شیخی) مروزی ملقب به طَیّانِ ژاژخای شاعر ایرانی نیمه دوم سده چهارم هجری است. شعرهایش بیشتر در قالب هزل بود. حتی تخلص او (ژاژخا به معنی بیهوده‌گو و یاوه‌سرا) گواه بر این گرایش اوست.
او اهل روستای شیخ بود و دیوانش در مرو شهرت داشت. برخی منابع او را از بم کرمان دانسته‌اند که ممکن است منظور طیان دیگری بوده.
طیان ژاژخای سرانجام از شعر گفتن توبه کرد و به پیشهٔ بنایی برگشت. گفته می‌شود که مناره‌ای که بر در مسجد جامع مدینه و مسجد جامع شیخ برپا است از آثار اوست. واژه طیان نیز به معنی بنّا و گِلکار است.
لغتنامه اسدی تک‌بیت‌ها و قطعات گوناگونی را از او آورده است.